# Molkerei-Verband für Ostfriesland
Der Molkereiverband für Ostfriesland eGmbH (MVO) war eine genossenschaftlich organisierte Molkerei und ein Unternehmen zur Herstellung und zum Vertrieb von Milchprodukten. Die MVO zählte zu den größten Absatzzentralen von Milchprodukten im norddeutschen Raum.

## Geschichte

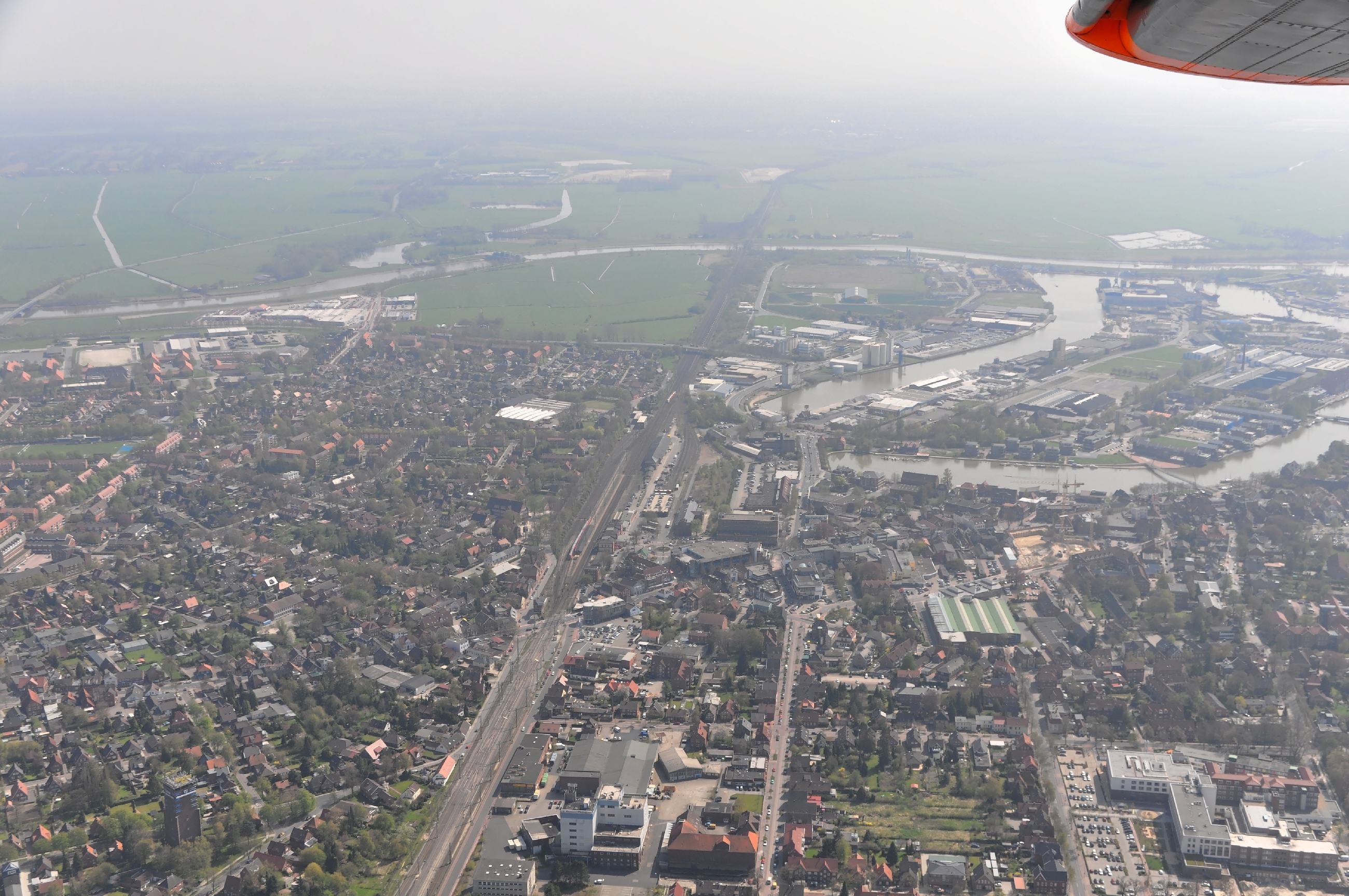
Luftaufnahme mit dem Betriebsgelände der MVO in der unteren Bildmitte

Im Jahr 1920 wurde der Molkereiverband von 45 regionalen Molkereien gegründet um den Absatz der jahreszeitlich schwankenden Milchmenge zu verstätigen. Die Milchanlieferung der der rund 18.000 zuliefernden Milchviehbetriebe lag im Frühjahr zum Teil fünfmal so hoch wie im Winter. Am 1. Juni 1921 wurde der Betrieb der neu gebauten Anlagen an der Großstraße in der Nähe des Leeraner Bahnhofs, zu der auch ein Kühlhaus für 1500 Tonnen Butter gehörte, aufgenommen. Neben der Produktion von Butter (Handelsname: Ostfriesen-Butter) und Dauermilch (Handelsname: SATRO-Dauermilch) kamen im Laufe der Jahre weitere Standbeine wie die Herstellung von Milchpulver im Leda-Trockenmilchwerk hinzu. In den 1960er Jahren wurde der Betrieb in Leer erweitert und modernisiert – es wurden jährlich etwa 175.000 Tonnen Milch verarbeitet. Die ab Ende der 1970er Jahre wachsenden Produktionsüberschüsse (Butterberg, Milchsee) führten ab 1984 zu europaweiten Milchquoten. Diese wirkten sich ungünstig auf die Milchanlieferungen aus und verschlechterten die wirtschaftlichen Verhältniss der MVO. 1986 lag der Warenumsatz noch bei 425 Millionen Mark.
Im Jahr 1987 schloss man sich mit der Butter- und Eier-Zentralgenossenschaft Oldenburg zur Molkerei-Zentrale Oldenburg-Osnabrück-Ostfriesland (MZO) zusammen. Die Produktionsstätte in Leer wurde 1992 geschlossen und die MZO fusionierte zum 1. Januar 1999 mit der Hansano Milchhof Niedersachsen, der Nordmilch eG Zeven und der Bremerland-Nordheide Molkerei eG zur Nordmilch eG.
Das ehemalige Betriebsgelände wird inzwischen zu einem Wohngebiet umgebaut. Teile der historischen Altbebauung wie das Verwaltungsgebäude blieben erhalten.